# Concordantia Caritatis
Concordantia caritatis, Expositio evangeliarum, Speculum salutis, Liber figurarum – średniowieczny rękopis systematyzujący historię zbawienia poprzez zestawienie wydarzeń z Nowego Testamentu z typologicznymi wydarzeniami starotestamentowymi, przeznaczony zapewne dla kaznodziejów jako pomoc w przygotowaniu kazań. 
Układ manuskryptu wzorowany był na brewiarzu lub mszale. W części I zawierał perykopy ewangeliczne na niedzielę, święta i dni powszednie roku kościelnego, w części II zaś – na 82 uroczystości świętych. W egzemplarzach kompletnych znajdował się ponadto wykład dekalogu, przeciwstawienie grzechów głównych cnotom kardynalnym i teologicznym oraz dwóch dróg prowadzących do nieba i do piekła.
Zachowały się 24 rękopisy Concordantia caritatis, w tym 6 ilustrowanych. Pochodzą z XIV i XV w., głównie z terenu południowych Niemiec i Austrii. Pierwsza została opracowana po 1351 r. przez Ulryka, opata klasztoru cystersów w Lilienfeld (Austria). Zawiera łącznie 1188 scen wzorowanych  na Biblii ubogich.